# Сабашников, Фёдор Васильевич
Фёдор Васильевич Сабашников (1869, Москва — 17 апреля 1927, Турин, Италия) — русский предприниматель, меценат и один из первых публикаторов факсимильных изданий рукописей Леонардо да Винчи. Почётный гражданин города Винчи. Инициатор и автор систематизированного обследования сибирских золотоносных провинций. Подарил королю Италии подлинную рукопись «Кодекса о птицах» Леонардо. Умер в туринском приюте для нищих.

## Биография

### Происхождение
Родился в семье известного кяхтинского купца и предпринимателя Василия Никитича Сабашникова, сделавшего крупное состояние на чаеторговле и золотодобыче. Мать, Серафима Савватьевна (урождённая Скорнякова), училась в Петербурге, выписывала книжные новинки из Москвы и Парижа. Среди знакомых гостеприимной и культурной семьи Сабашниковых были и жившие в Селенгинске на поселении декабристы. М. А. Бестужев, чья дочь жила у Сабашниковых в годы учёбы в кяхтинской женской гимназии, писал о хозяйке дома: «M-me Сабашникова, принявшая на себя священную обязанность быть для Лёли второй матерью, образованная женщина, говорит очень хорошо по-французски, имеет детей и, следовательно, это лучшая школа для Лёли».
В. Н. Сабашников управлял оптовой торговлей китайским чаем, транспортируемым через Кяхту. Одновременно он занимался поиском золотых россыпей в бассейнах рек Забайкалья и Приамурья. Был совладельцем Ононского и Зейского приисков. «Ононская К' бр. Сабашниковых» была одной из самых долголетних частных компаний Забайкалья и добывала золото до 1917 года.
В конце 1860-х годов глава семьи решил закрыть в Кяхте свою компанию по торговле чаем в связи с открытием нового маршрута его доставки через Суэцкий канал и переселиться в Москву.
В семье было семь детей. Старшие — Екатерина (1859—1930-е), Антонина (Нина) (1861—1945), Александр (?) и Василий (1863—1877) родились в Кяхте, а младшие братья Фёдор, Михаил (1871—1943) и Сергей (1873—1909) — в Москве.
В Москве В. Н. Сабашников сначала арендовал дом в Большом Левшинском переулке, а к 1873 году построил собственный особняк на Арбате.

### Детские годы
Дом Сабашниковых на Арбате, построенный стиле барокко, отвечал потребностям большой и богатой семьи и был обставлен в соответствии с изысканным вкусом Серафимы Савватьевны. Брат Фёдора — Михаил — так описывал обстановку дома, в котором выросли младшие Сабашниковы: «Великолепная мраморная лестница в два марша, белого мрамора с бронзовыми статуями, несшими освещающие лестницу лампы. Уютная зала с лепниной, отличающаяся редкостным резонансом, восхищавшим А. Г. Рубинштейна. Дубовая столовая. Чёрная гостиная с гобеленами и красная гостиная с кариатидами белого мрамора…». В доме были и европейские гобелены и старинная китайская живопись, севрские и китайские вазы, прекрасно иллюстрированные книги и альбомы. В 1875 году Серафима Савватьевна, стремившаяся приобщать детей к европейской культуре, ездила с дочерьми и Фёдором в заграничное путешествие.
Рано осиротел — 22 июля 1876 года умерла мать, а через три года, 8 сентября 1879 года скончался отец. Опекуном детей формально стал дядя Михаил Никитич Сабашников, но вскоре фактическую заботу о доме, младших братьях и их домашнем воспитании приняла на себя сестра — Екатерина Васильевна. Учился в известной частной гимназии Л. И. Поливанова, дававшей выпускникам классическое гуманитарное образование. Увлекался чтением книг по социологии, среди которых были произведения Спенсера, Бокля. Начало учёбы в гимназии совпало по времени с активизацией революционных настроений в российском обществе. 1 марта 1881 года был убит император Александр II. По свидетельству современников, при обсуждениях происходившего Фёдор, апеллируя к истории французских революций, поддерживал идеи и методы террористов: «Монархия отжила свое время. Бывают положения, где насилие необходимо… Крепостное право отменено только на словах. Народ не освобожден. Его предстоит освободить, и сделать это должны мы, наше поколение».
Юношеская замкнутость, склонность к меланхолии и импульсивность привели в конце 1884 года к психологическому срыву и попытке самоубийства. С целью переломить ситуацию в семье решили, что Фёдору полезно сменить обстановку и переехать в Петербург. Там он окончил учёбу в гимназии Я. Г. Гуревича, а в 1886 году поступил в Петербургский университет.

### Университеты
После смерти отца дети получили в наследство его паи в успешных золотопромышленных компаниях. При достижении совершеннолетия братьям предстояло принять участие в управлении их деятельностью. Как и братья Михаил и Сергей в Москве, Фёдор в Петербургском университете избрал естественно-научное направление, но уже в конце 1887 года за участие в студенческих беспорядках был арестован. По решению правительства занятия в университете были прерваны до конца января 1888 года. Всего 9-11 декабря были задержаны 67 человек. С протестами против арестов выступили профессора А. Н. Бекетов (бывший ректор университета) и Д. И. Менделеев. Освобождённые из-под стражи студенты должны были дать администрации университета объяснения и обязательства воздерживаться впредь от участия в каких-либо публичных акциях. За дерзость в адрес ректора М. И. Владиславлева, высказанную Ф. В. Сабашниковым в беседе с одним из чиновных лиц, он был исключён из университета.
Для продолжения образования уехал в Германию. Учился в Боннском университете. Изучал историю искусства. Сблизился с одним из преподавателей, итальянским художником Джиованни Пьюмати, который увлёк его своим интересом к эпохе Возрождения. В конце 1900 года переехал в Париж. В то время как младшие братья с успехом вошли в семейное дело и развивали его, открыв новое поприще — просветительское книгоиздание, Ф. В. Сабашников тратил свою долю наследства на поиск и покупку итальянских манускриптов и материальную поддержку Пьюмати, который оставил к тому времени свою профессуру ради исследования наследия Леонардо да Винчи,

## Меценат-издатель

### Трактат «Птицы и прочее»
История многовековой борьбы за обладание рукописями Леонардо да Винчи полна драматических эпизодов их странствий, имён владельцев, безвозвратных потерь и находок.

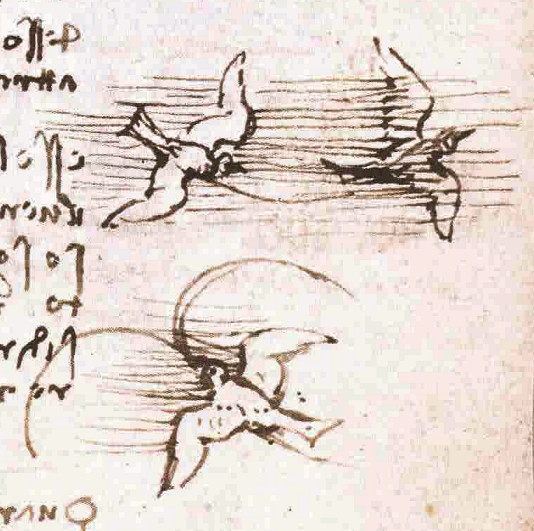
Рисунок Леонардо да Винчи

18 листов, составлявших рукопись о полётах птиц, среди других трофейных художественных ценностей после завоевания Наполеоном Ломбардии были «для сохранности» вывезены французской армией из миланской Амброзианской библиотеки в Париж. В 1848 году в библиотеке Института Франции была обнаружена их пропажа из кодекса, которому они ранее были добавлены в качестве приложения. Позднее, оказавшиеся у профессора Парижского университета, математика Либри листы были распроданы по частям. В конце 1868 года 13 листов были приобретены библиофилом графом Манцони ди Луго. После смерти Манцони (1889) наследники решили расстаться с его библиотекой.
На одном из аукционов в апреле 1892 года принадлежавшую Манцони часть записей Леонардо да Винчи к трактату «Птицы и прочее», относящихся к 1505—1506 годам, (без листов 1, 2, 10, 17 и 18) приобрёл Ф. В. Сабашников. Покупка обошлась меценату в значительную для того времени сумму в 30 000 франков. Сабашников вместе с Пьюмати немедленно начали готовить рукопись к публикации.

### Публикация «Кодекса о полёте птиц»

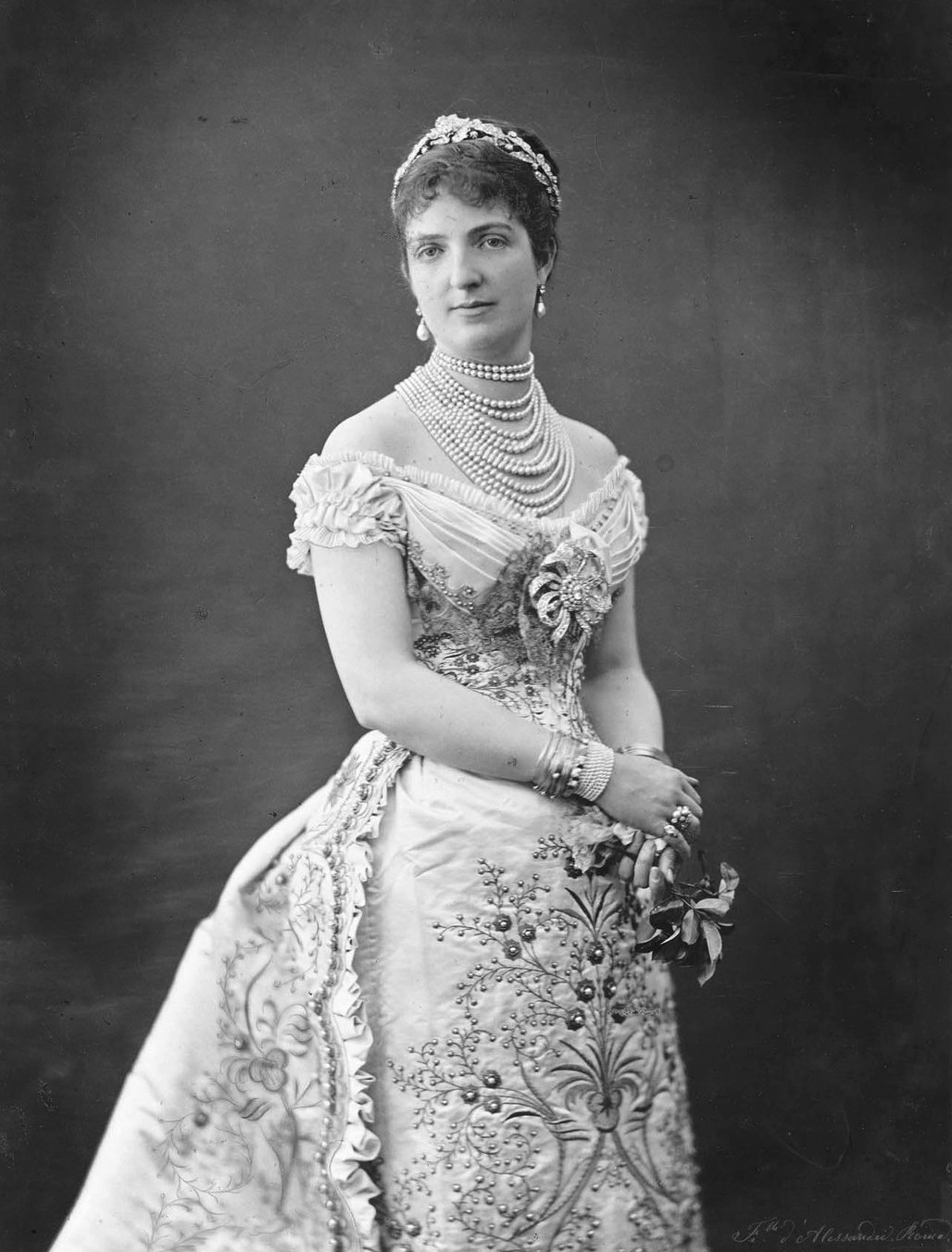
Маргарита Савойская (1888)

В 1893 году рукопись Леонардо да Винчи под названием «Кодекс о полете птиц и другие материалы» (итал. Codice Sul Volo Degli Uccelli e Varie Altre Materie) первый раз в истории была напечатана типографским способом. Ф. В. Сабашников посвятил свою изысканную публикацию Маргарите Савойской. В Италии объясняли такое посвящение «безумной влюблённостью» его в королеву Италии.
Художественно-оформленное издание рукописи вышло в свет с предисловием Ф. В. Сабашникова на итальянском и французском языках и с подробной вводной частью и комментариями, написанными Джиованни Пьюмати. Сами тексты Леонардо да Винчи были представлены в двух вариантах. Первый буквально воспроизводил расшифрованные записи подлинника с сохранением всех особенностей его правописания, а во втором, чтобы облегчить их понимание читателями, авторский текст был адаптирован к языковым нормам конца XIX века. В издание было вложено заказанное у венских полиграфистов факсимиле маленькой тетрадки самого Леонардо да Винчи, практически неотличимо повторяющее внешний вид её сохранившихся листов, включая потёртости и разноцветные пятна. В опубликованный текст были дополнительно включены цитаты из пропавших первых двух листков, сохранившихся в извлечениях из трудов Леонардо да Винчи, сделанных в начале XIX века итальянскими учёными Аморетти и Вентури. Последние, отсутствовавшие в издании Сабашникова, листы рукописи Леонардо были опубликованы итальянцем Энрико Карузи (итал. Enrico Carusi) только в 1926 году в Риме.
Цель, которую ставил перед собой Ф. В. Сабашников, была сформулирована в заключительных строках его предисловия к изданию:

« У нас есть только одна цель: более полное раскрытие сохранившихся записей Леонардо и, тем самым, предоставление исходных документов для анализа и новых исследований. Если сочинения Леонардо да Винчи будут доступны широкому кругу учёных, каждый из них сможет сосредоточиться на интересующих его вопросах, то поскольку человеческий разум при любых общественных трансформациях не утрачивает интереса к великим истинам искусства и чистой науки, публикация, начатая этим томом, станет ярким источником плодотворных идей и философских умозрений».

Кодекс быстро разошёлся по зарубежным книжным собраниям. Российский скульптор М. М. Антокольский, с 1880 года живший в Париже, писал об изданной Ф. В. Сабашниковым книге: «Обладая большими средствами, а главное, большой любовью к искусству, он выступил со своим замечательным изданием „Рукописи Леонардо да Винчи о законах полёта птиц“. Издание роскошное, in folio, пока на итальянском и французском языках с полным текстом и превосходным facsimile самого Leonardo da Vinci, где его гений выступает в особенном блеске… нельзя не радоваться и не удивляться, что этот труд принадлежит нашему молодому северянину, и мы, как художники, приветствуем его от всей души. Побольше таких как г. Сабашников…» . В начале 1894 года М. М. Антокольский написал художественному критику В. В. Стасову о впечатлившей его книге: «Удивляюсь, что её ещё не знают в России, между тем как здесь о ней — лучшие отзывы».
Сообщение о рукописях Леонардо да Винчи, изданных г. Сабашниковым, появилось в разделе «Заграничные исторические новости» декабрьского выпуска российского «Исторического вестника» за 1894 год.
Заграничные исторические новости // Рукописи Леонардо да Винчи, изданные г. Сабашниковым

Свою судьбу имеют не только книги, но и их авторы. После почти четырёхвекового забвения Леонардо да Винчи, как писателя, принялись, наконец, за издание его рукописей, остававшихся неизвестными для большинства. Нельзя сказать, впрочем, чтобы их не знали учёные, составлявшие из рукописей извлечения и переводы, но полные издания их начались с девяностых годов. …последнее, впрочем, принадлежит нашему соотечественнику Фёдору Сабашникову и издано с французским переводом. Для многих с именем да Винчи соединяется понятие о даровитом живописце, между тем, этот человек обладал универсальными знаниями и занимался всеми науками, какие только процветали в его время. Издание Сабашникова отличается изяществом и верностью. В этом отношении ему мало уступает французский перевод, где в первый раз является рукопись Леонардо «О полёте птиц», воспроизведённая в виде факсимиле, так что её трудно отличить от оригинала; даже пятна на бумаге сохранены те же самые. Далеко ушла бы наука о «воздухоплавании», если б не были забыты исследования Леонардо. Его знание механики изумительно даже для нашего времени; в трактате видно глубокое знакомство с отвлечёнными изысканиями; тут же он говорит об отливке медалей, о бриллиантах и эмали, о производстве красок; как все рукописи живописца, этот трактат испещрён его рисунками: цветами, листьями, архитектурными набросками, механическими чертежами...
Российский искусствовед А. Л. Волынский., ознакомившийся с изданием Сабашникова во время путешествия по Италии, оставил его восторженное описание: «Книга отпечатана в трехстах нумерованных экземплярах, представляющих собою редкое воплощение ученой точности и трудолюбия в самой изысканной внешней форме, начиная от рисунков и кончая переплетом… Ещё не раскрывая текста, уже испытываешь то волнующее благоговение, которое возбуждают произведения далеких от нас эпох, охраняемые от разрушения и забвения тяжелыми покровами и затворами».

30 мая 1894 года собрание представителей общины Винчи под председательством синдика Роберто Мартелли (итал. del sindaco Roberto Martelli) увенчало Фёдора Сабашникова званием почётного гражданина города. 
«Совет, обсудив то обстоятельство, что знаменитый Федор Сабашников как истинный меценат, в своей любви к искусству и науке, занялся в последнее время изысканиями и изданиями неопубликованных трудов Леонардо да Винчи и, между прочим, напечатал в роскошном томе драгоценный Кодекс «О полете птиц», один экземпляр которого он любезно подарил нашей общине, а самый оригинал, эту редкостную жемчужину, поднес королевской итальянской библиотеке; обсудив то обстоятельство, что благородная инициатива щедрого и знаменитого Федора Сабашникова является верным залогом дальнейших публикаций других произведений Леонардо, которые в течение четырех веков ждут часа, когда они станут предметом удивления для целого мира, к вящей славе нашего великого согражданина; обсудив то обстоятельство, что всем этим знаменитый Федор Сабашников сделался, как бы заслуженным членом нашей общины, постановил поднести Федору Сабашникову почетное гражданство города Винчи».
Подаренное им городу Винчи факсимильное издание «Кодекса о полёте птиц» положило начало общественной библиотеке, старейшей из трёх самых известных библиотек, собирающих «Леонардиану» — собрание книг, связанных с жизнью и творчеством знаменитого художника и учёного.
Ф. В. Сабашникова, прославившегося своим вкладом в историю культуры Италии, ценители искусства в разных странах не только считали бескорыстным меценатом, но и с уважением называли «русским князем» (итал. principe russo).
В Париже он жил на широкую ногу, снимал большую квартиру на Университетской улице, 19 (итал. rue de l’Université 19), в которой было много книг и картин. Щедрость, граничащая с расточительностью, и излишняя доверчивость вскоре поставили его на грань разорения.

### Исследования в Сибири
В 1891 году в России было принято решение о строительстве Сибирской железной дороги. 25 февраля 1893 года было утверждено решение Комитета Сибирской железной дороги об усилении геологических исследований и развитии горнозаводского производства в зоне строящейся магистрали.
Опираясь на историю давнего семейного участия в золотодобыче и с учётом интереса во Франции к масштабному российскому проекту, Ф. В. Сабашников в 1894—1896 годах организовал совместное с французским инженером Эдуардом Дева (фр. Edouard David Levat) обследование состояния и перспектив сибирских золоторудных приисков вдоль трассы будущей сибирской железной дороги. Возможно, он надеялся тем самым поправить свои финансовые дела.
Результаты были опубликованы им во Франции на французском языке: «Сибирь и Транссибирский путь» (1896), «Транссибирский путь и судоходство на реке Амур» (1986), «Золотые россыпи Восточной Сибири» (1897) и объёмистое исследование «Золото Восточной Сибири» в двух томах (1897): том 1 — «Забайкалье», том 2 — «Амурская провинция», с посвящением: «Памяти моего отца Василия Никитича Сабашникова с уважением посвящаю это издание. Ф. В. Сабашников». Этот фундаментальный труд не остался незамеченным, на него в специальной литературе ссылались зарубежные и отечественные авторы.
Воспользовавшись поездкой по Сибири, золотопромышленник, коллекционер и следователь наследия Леонардо по дороге в Кяхту был в Иркутске и оставил там в подарок своё издание «Кодекса о полете птиц» (экземпляр № 88) с надписью на авантитуле — «Иркутской Городской Публичной библиотеке от составителя. Ф. Сабашников. Иркутск. Июль 1896 г.».

### Анатомические рукописи Леонардо
После завершения сибирской эпопеи в поле издательского интереса Ф. В. Сабашникова попали записи Леонардо, занимавшегося в 1507—1511 годах анатомическими исследованиями. Часть неопубликованных ранее рукописей находилась в собрании Королевской библиотеки Виндзорского замка.
В 1898 году в Париже вышел первый том факсимиле под названием «Анатомическая рукопись А» (фр. Dell'anatomia, fogli A). Предисловие к книге написал профессор анатомии Национальной школы изящных искусств М. Дюваль (фр. Mathias-Marie Duval. В издание были включены листы с № 19000 по № 19017 (по каталогу библиотеки).
Во время работы над продолжением издания, Сабашников передавал сделанные в Виндзоре фотографические негативы следующих листов на хранение своему партнёру Эдуарду Рувейру (фр. Édouard Rouveyre), услугами которого пользовался при печатании своих факсимильных изданий.
Воспользовавшись этими негативами, ещё до того как Пьюмати окончил расшифровку и перевод текстов Рувейр в 1901 году опубликовал в Париже эту часть рукописей под названием «Леонардо да Винчи. Неопубликованные страницы, воспроизведённые по оригиналам, хранящимся в библиотеке Виндзорского замка» (фр. Leonard de Vinci. Feuillets inédits, reproduit d'après les originaux conservés a la Bibliothèque du Chateau de Windsor. Paris, Édouard Rouveyre, 1901). Репродукции были плохого качества и изданы без сопроводительных комментариев и систематизированных ссылок.
Предательство бывшего партнёра сильно подкосило Сабашникова не только морально, но и финансово с учётом высоких затрат на публикацию факсимильных изданий.
По воспоминаниям М. В. Сабашникова его брату Фёдору, обладавшему незаурядными способностями, азартному и самолюбивому, окружённому вниманием и почётом «скучно было преодолевать неизбежные во всяком деле технические трудности, и потому он часто оставался как бы дилетантом, пасуя иногда перед невежественной бездарностью… затевая какое-нибудь дело, он был способен иногда положиться на первого услужливого знакомого…».
Авторы книг по истории медицинского наследия Леонардо да Винчи писали про поступок Рувейра, что «хотя это неэтичное поведение, если не пиратский акт, как говорят, ускорило смерть Сабашникова, это также означало, что работа должна быть сделана снова».
Второй том факсимиле под названием — «Анатомической рукописи B» (фр. Dell'anatomia, fogli B) Сабашникову и Пьюмати пришлось срочно издавать в Турине в том же 1901 году. В издание были включены листы с № 19018 по № 19059 (по каталогу библиотеки) с расшифровкой текстов и комментариями Д. Пьюмати.
От издания остальных листов анатомических рукописей Сабашников был вынужден отказаться из-за финансовых проблем.
Английский хирург Фрэнсис Уэллс (фр. Francis Wells) отмечал, что благодаря изданию Сабашникова, несмотря на встречающиеся ошибки в расшифровке и переводе, допущенные в нём из-за незнания анатомии и истории её развития, впервые эти исследования Леонардо стали доступны широкому кругу учёных.
На русском языке в переводе с итальянского по изданию Ф. В. Сабашникова анатомические рукописи Леонардо да Винчи были опубликованы в СССР в 1965 году в серии «Классики науки (Памятники истории науки)».
Искусствовед А. М. Эфрос, характеризуя результаты деятельности братьев Сабашниковых, писал, что их «издания не только передатчики культуры, но они сами по себе памятники культуры».

## Банкротство
К началу 1900 года полученные в наследство деньги закончились. Под давлением кредиторов бывший меценат обратился за помощью к братьям. Младший брат, С. В. Сабашников специально приехал в Париж, чтобы расплатиться с его долгами. В 1901 году, видимо уже психически больной, Ф. В. Сабашников пытался второй раз в жизни покончить с собой. Братья отправили его на лечение — сначала в санаторий в Риге, а затем в лечебницу для душевнобольных в местечке Творки под Варшавой, главным врачом в которой служил их двоюродный брат И. М. Сабашников.
Очередными потрясениями для Ф. В. Сабашникова стали покушение одного из его парижских кредиторов, приехавшего с этой целью в Москву, на младшего брата Сергея в мае 1905 года и его смерть на 36 году жизни весной 1909 года после долгого безуспешного лечения последствий тяжёлого ранения.
Около 1910 года по приглашению Пьюмати переехал в Италию. До 1917 года его финансово поддерживал М. В. Сабашников. Страдал от алкоголизма. Как почётный гражданин итальянского города жил и умер 17 апреля 1927 года в туринском пансионе для неимущих Regio Ospizio della Carità.

## Судьба подлинной рукописи Леонардо

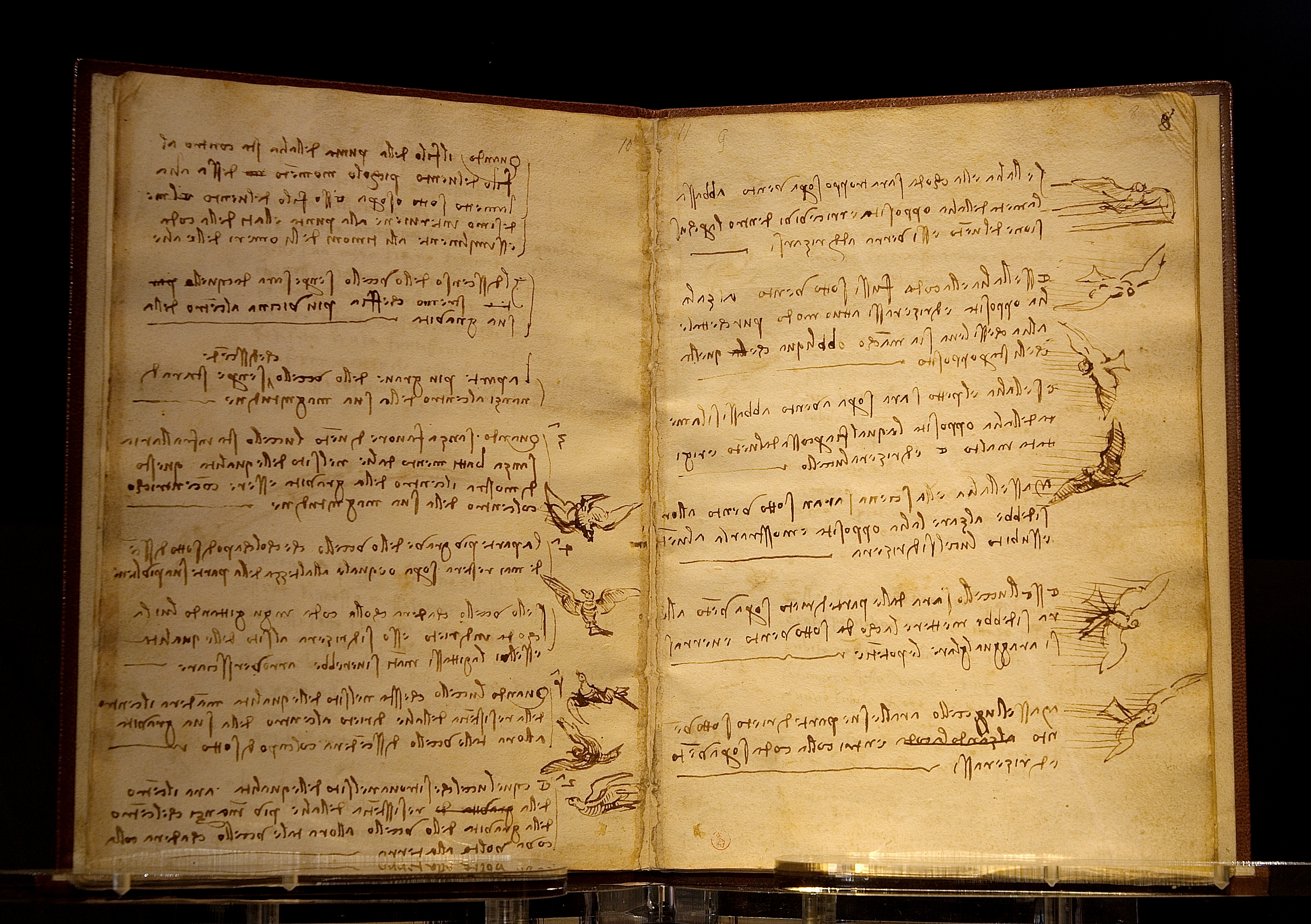
Рукопись
«Кодекса о полётах птиц»

Подлинник рукописи о полётах птиц 31 декабря 1893 года был преподнесён Ф. В. Сабашниковым королю Италии Умберто I и в январе 1894 года передан на хранение в Королевскую библиотеку Турина (итал. Biblioteca Reale di Torino). Рукопись была зарегистрирована под № 23560. Под № 23616 в библиотеке было зарегистрировано сабашниковское факсимильное издание «Кодекса».
За год до приобретения Ф. В. Сабашниковым рукописи о птицах в Московском математическом обществе с сообщением «О парении птиц» выступил Н. Е. Жуковский. Он не только проанализировал проведенные европейскими орнитологами в 1889—1891 годах физические наблюдения парения птиц, но и предложил математический аппарат, описывающий скольжение тела в воздухе. Неизвестно, знал ли основоположник аэродинамики о рукописи Леонардо, но в сообщении не было упоминания о ней.
В период с 1913 по 1920 годы рукопись удалось дополнить отсутствовавшими у Сабашникова листами и только после этого заключить в общий переплёт. За годы новейшей истории её обретения она, как величайшая ценность, всего несколько раз покидала своё хранилище. Первый раз рукопись была публично показана в 1952 году на выставке во Флоренции, приуроченной к 500-летию Леонардо да Винчи.
В 1976 году итальянское издательство «Джунти» (итал. Giunti Editore) выпустило новое факсимильное издание всех 18 листов «Кодекса».

Предположительно автопортрет.
Леонардо в возрасте около 35 лет
из «Кодекса о полётах птиц»

На одной из страниц рукописи в 2009 году под текстом Леонардо был замечен проступавший рисунок мужского лица. С использованием современных цифровых технологий обработки изображений удалось восстановить портрет мужчины средних лет, схожий с известным портретом Леонардо.
Микрочип с оцифрованным «Кодексом» — символом вековых мечтаний человека о полётах — в августе 2012 года марсоходом НАСА Curiosity был доставлен на Марс.
В январе 2013 года рукопись демонстрировалась в Государственном музее изобразительных искусств имени А. С. Пушкина в Москве — на родине её издателя и дарителя — В. Ф. Сабашникова.

## Комментарии
1. ↑  С уважением писал М. А. Бестужев, «как о прямом защитнике нашего беззащитного положения», о родном дяде Серафимы Савватьевны — селенгинском городничем Кузьме Ивановиче Скорнякове, который, несмотря на инструкции, жил с декабристами «в ладах».
2. ↑  После 1917 года особняк был национализирован и передан 3-й студии МХАТ под руководством Евгения Вахтангова. Впоследствии был перестроен и значительно расширен для театра его имени.
3. ↑  Уже после того, как факсимиле было готово, Ф. В. Сабашникову удалось разыскать в Англии и приобрести 18-й лист манускрипта Леонардо. Ему пришлось разместить отдельную факсимильную копию лицевой и оборотной страниц листа в разделе «Appendice».
4. ↑  В этой квартире у Ф. В. Сабашникова часто бывал русский поэт К. Д. Бальмонт
5. ↑  В большинстве источников указан 1927 год как год его смерти. По воспоминания М. В. Сабашникова год смерти — 1929.